# Kamala'imïn
Kamala'imïn (aan de rivier de Mana (Frans-Guyana), 1926) is een vertelster van Karaïbse afkomst.
Kamala'imïn geldt als een van de belangrijke vertellers van het dorp Christiaankondre aan de Marowijnerivier. Zij is de moeder van schrijver Nardo Aluman. Vertellingen van Kamala'imïn werden in getranscribeerde vorm opgenomen in het nummer Verworpenen van de Nieuwe Wereld 1492-1992 van het tijdschrift Mutyama (1991) en de bloemlezing Mama Sranan; 200 jaar Surinaamse vertelkunst (1999, samengesteld door Michiel van Kempen).